# Omvendt aktiesplit
Inden for finans er et omvendt aktiesplit en process, hvor en virksomheds aktier bliver slået sammen til en mindre antal aktier, som stadig har samme samlede værdi. Dette betyder antallet af aktier i en investors portefølje mindskes, mens værdien af den samlede investering forbliver den samme. Omvendt aktiesplit sker typisk når en aktie har oplevet store kursfald, og aktiens værdi er under dens nominelle værdi.
Benævnelsen er en reference til det mere almindelige aktiesplit, hvor aktier bliver opdelt i et større antal med en mindre enkeltstående værdi. Aktiesplit bliver normalt lavet i en ratio 1:2 eller 1:2, og ved omvendt aktiesplit bliver flere aktier slået sammen eksempelvis 3 aktier bliver til 1 aktie.